# Stazione meteorologica di Salerno Centro
La stazione meteorologica di Salerno Centro è la stazione meteorologica di riferimento relativa alla città di Salerno.

## Coordinate geografiche
La stazione meteo si trova nell'Italia meridionale, in Campania,  nel comune di Salerno, a 40 metri s.l.m. e alle coordinate geografiche 40°41′N 14°46′E.

## Dati climatologici
In base alla media trentennale di riferimento 1961-1990, la temperatura media del mese più freddo, gennaio, si attesta a +10,4 °C; quella dei mesi più caldi, luglio e agosto, è di +26,4 °C; non si esclude una generale sovrastima dei valori dovuta all'effetto isola di calore urbana .
| Salerno Centro     | Mesi | Mesi | Mesi | Mesi | Mesi | Mesi | Mesi | Mesi | Mesi | Mesi | Mesi | Mesi | Stagioni | Stagioni | Stagioni | Stagioni | Anno |
| Salerno Centro     | Gen  | Feb  | Mar  | Apr  | Mag  | Giu  | Lug  | Ago  | Set  | Ott  | Nov  | Dic  | Inv      | Pri      | Est      | Aut      | Anno |
| ------------------ | ---- | ---- | ---- | ---- | ---- | ---- | ---- | ---- | ---- | ---- | ---- | ---- | -------- | -------- | -------- | -------- | ---- |
| T. max. media (°C) | 13,6 | 14,4 | 17,3 | 20,4 | 24,6 | 28,7 | 31,6 | 31,7 | 28,5 | 24,1 | 18,8 | 15,3 | 14,4     | 20,8     | 30,7     | 23,8     | 22,4 |
| T. min. media (°C) | 7,3  | 7,6  | 9,2  | 12,0 | 15,3 | 18,9 | 21,1 | 21,2 | 19,0 | 15,9 | 11,7 | 9,3  | 8,1      | 12,2     | 20,4     | 15,5     | 14,0 |